# 伊東平
伊東 平（いとう たいら、1994年2月24日 - ）は、中国放送（RCC）のアナウンサー。長野県飯山市出身。

## 略歴
地元のSBC信越放送に在籍していた母方の祖父（後述）・母がアナウンサー、父がディレクター、姉が記者という放送関係一家に育つ。更に義兄（姉の夫）、義兄両親も放送局で働いていた。小学校の卒業アルバムに書いた将来の夢は「野球中継の実況・解説者」。小さい頃から野球をしていたがプロ野球選手にはなれないと自覚しており、それでも野球にかかわれる仕事ということで意識していたものだったという。
高校までの10年間野球に打ち込み、長野県飯山北高等学校時代は主将を務め長野県ベスト4。第83回選抜高等学校野球大会の県21世紀枠推薦校に選ばれたこともある。
長野県飯山北高等学校を経て国士館大学スポーツ医学科を卒業した。当初は消防士を目指し、救急救命士の資格がとれるスポーツ医学科に進学したが、実際の救急救命士を取り巻く社会的問題に疑問に感じ進路を再検討する。なお、救急救命士国家試験に合格している。
家族に相談したところ母に小学校からの夢であるアナウンサーを勧められる。また大学3年生の6月に渋谷ヒカリエで行われた『信州若者1000人会議』というイベントで、司会進行の同世代の女性を格好良く感じ、イベント終了後にその女性にアナウンサーを目指しているんですかと問いかけたところ「はい、目指しています!」と返事が来た。本人曰くこれがすごく自信あふれる声だったという。それがきっかけで考えが変わり、翌日にはアナウンサースクールに入学した。なおその女性は、伊東と同じ2016年4月に沖縄テレビ放送にアナウンサーとして入社した小林美沙希だった。
2016年4月、RCCにアナウンサーとして入社した。RCCとしては17年ぶりの新卒男性アナウンサーとなった。
2017年7月13日、プロ野球 フレッシュオールスターゲーム イースタン選抜 対 ウエスタン選抜（静岡県営草薙球場）で実況デビュー。
2017年9月28日、ヤクルト戦（マツダスタジアム）でカープ公式戦を初実況（ラジオ）。
RCC野球部に入部している。
『イマナマ!』金曜コーナー「旅する特命観光課」を担当し、主に広島県内各地からリポート。その際に現地の温泉レポート等でふんどし姿を惜しげもなく披露し、その甘いマスクとのギャップが大いにある細マッチョぶりから人気が沸騰し、同番組の名物コーナーとなった。。その後、中国地方のみならず、日本全国各地からふんどし姿でリポートしている。現在RCCアナウンサーとしては後輩の小宅世人が引き継いでおり、イマナマ!でふんどし姿や温泉レポートを披露している。
2019年6月19日、セ・パ交流戦 広島東洋カープ 対 千葉ロッテマリーンズ戦（マツダスタジアム）でカープ公式戦をテレビで初実況（解説 安仁屋宗八）。
イマナマ!卒業後はRCC制作のカープ主催ゲームの実況を担当し、若手ながらも高い実力を発揮する。コロナ禍ではさらに筋トレに励み、サウナぼっち。シリーズで更に鍛え上げた身体を披露している。そこでも愛嬌や茶目っ気が感じられる披露ぶりであり、ファンを更に増やしているようである。
2024年 前年度のプロ野球 クライマックスシリーズファーストステージの実況が評価され、JNN・JRN系列 第49回（2023年度）アノンシスト賞 ラジオスポーツ実況部門で優秀賞を受賞。なお、祖父の林文映もSBC信越放送のアナウンサーとして第3回（1977年度）アノンシスト賞 テレビCM部門で優秀賞を受賞しており、祖父、孫での受賞となった。
2024年10月4日のラジオ『平成ラヂオバラエティごぜん様さま』のエンディングで、渕上沙紀アナウンサーが、渕上自身の誕生日である、2024年10月5日に伊東と入籍することを発表した。なお、渕上は入籍後も中国放送を退社せず、旧姓の渕上姓で活動する。
2025年7月1日からはスポーツ部所属となるため、スポーツ実況・リポート以外のアナウンス業務からひとまず撤退予定。

## 出演
テレビ
- RCC NEWS
- 侍プロ野球　ベンチリポーター 他スポーツ中継
- イマナマ!
  - 金曜コーナー「旅する特命観光課」（2018年4月6日 - 2021年9月）[12]
  - （2020年1月 - ）スポーツコーナー
  - 水曜コーナー「ハコ生活、はじめました。」（2021年10月6日 - ）リポーター ※コーナー内ドラマ「ハコドラ」主演もしている。
  - コーナー「広島マイホーム探し」（2022年 - ）
- NEWS6（ - 2019年） - スポーツコーナー
- RCC釣り自慢presents 新春!釣り自慢水金地火木 魚〜テンカープ（2019年1月1日）トークMC
- サウナぼっち。（2021年5月 - 8月20日）全12回[13] 主演
- サウナぼっち。番外編 東京サ察旅2022（2022年7月-8月）主演
- サウナぼっち。 私とサウナと熱波師と（2022年9月 - ）主演
- 鈴木福のミミヨリ!ひろしま（2023年4月9日、4月16日、6月11日、8月6日、2024年1月7日、1月14日、3月17日、3月24日、6月2日、6月9日）
- RCC台風10号最新情報（2024年8月30日）リポーター
- 選挙の日2024広島（2024年10月27日）司会

ラジオ
- Veryカープ! RCCカープナイター / カープデーゲーム中継　実況/ベンチリポーター
- ココだけスポーツ&ニュース コーナー「伊東平の選手サイン列伝」
- Veryカープ!バッチコイする応援団（火曜）
- それ聴け!スポ魂!（2018年度 - 、水曜）
- RCC ラジオ･チャリティ･ミュージックソン（2018年12月24日-25日）
- 中国新聞ニュース
- カープのUlala! (2021年4月- 不定期出演)
- 夕暮れ全力タイムズ ラジオポストマン!（2024年10月4日-）
- 伊東平の生き物ミニ図鑑（2025年4月10日- 、木曜11:55-12:00）
- 伊東平の生き物大図鑑～山の日スペシャル～（2025年8月11日13:00-14:00）

配信
- RCCPLAY 「インターネット配信 日本ハンドボールリーグ 実況」

イベント
- カープファン感謝デー2024（2024年11月23日）スタジアムMC

## CD
- 広島の空 / ガンバレ!（2018年10月27・28日ひろしまフードフェスティバル会場先行発売 / 2018年11月1日発売）平成30年7月豪雨災害支援CD[14]